# Rolandas Paksas

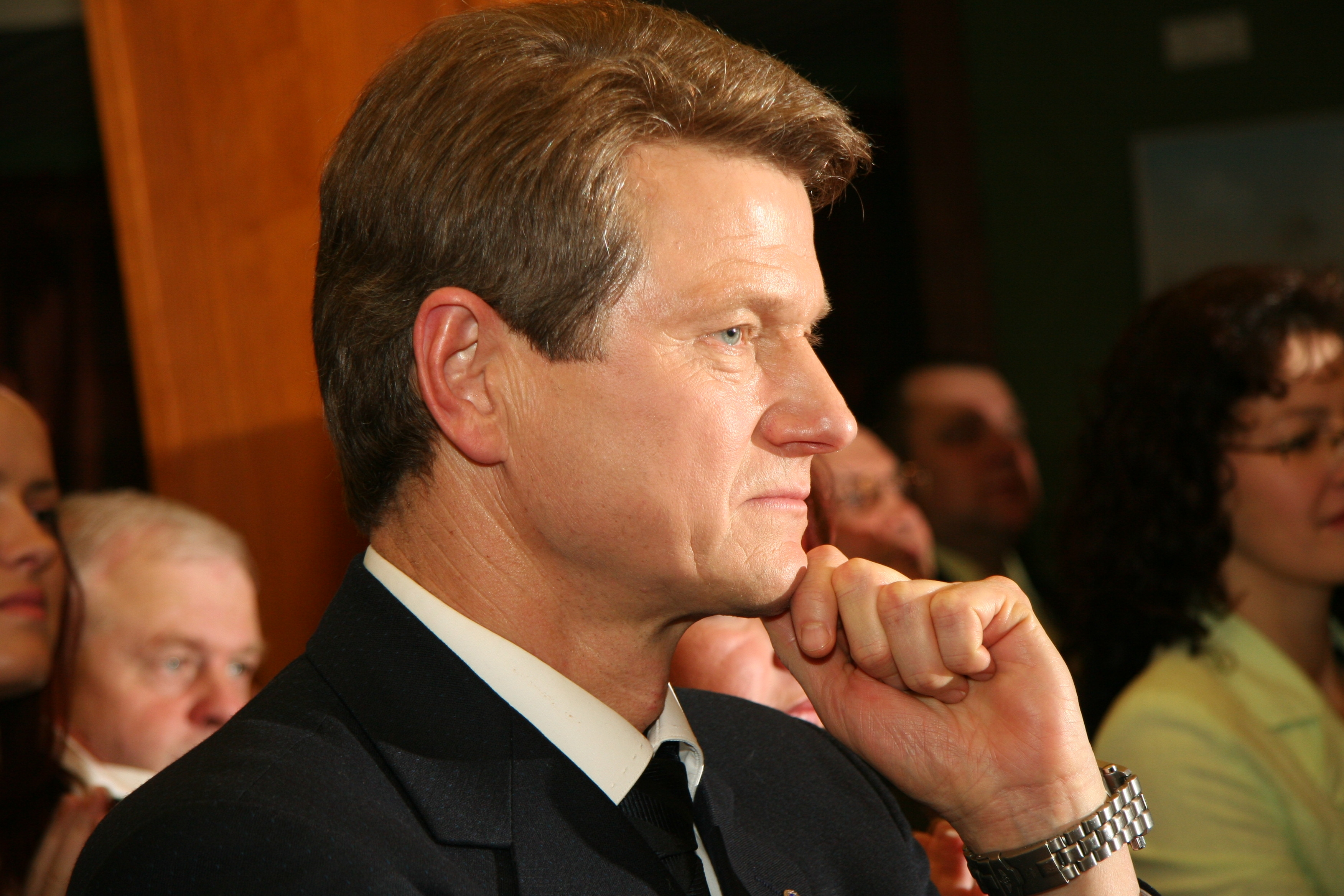
Rolandas Paksas v březnu 2010

Rolandas Paksas (* 10. června 1956 v Telšiajích) je litevský politik, který byl v roce 1999 a opětovně v letech 2000–2001 litevským předsedou vlády. Od 5. ledna 2003 do 6. dubna 2004 zastával funkci prezidenta Litevské republiky. V dubnu 2004 však došlo k impeachmentu a této funkce byl zbaven.

## Život
Je jediným synem Felikasase Paksase a jeho ženy Eleny Paksienė. Střední školu Žemaitė v Telšiajích ukončil v roce 1974. V roce 1979 dokončil svá studia na Vilniuském inženýrském institutu stavebnictví (VISI), kde získal diplom inženýra-stavaře. V letech 1979–1985 působil jako instruktor pilotů, později se stal ředitelem Klubu amatérského létání Dariuse a Girėna. Tuto pozici zastával do roku 1992. V roce 1984 zakončil svá studia na Petrohradské Akademii civilního letectví. Účastnil se soutěží v letecké akrobacii, několikrát se umístil na prvním místě Mistrovství Litvy v letecké akrobacii a dvakrát vyhrál i mistrovství SSSR. V letech 1992–1997 byl prezidentem stavební firmy „Restako“.
Rolandas Paksas je lídrem Vilniuské letecké akrobacie, člen Federace Litevské letecké akrobacie. Ve svém volném čase se také věnuje tenisu a cyklistice. Rolandas Paksas je prvním Litevcem a zatím jediným prezidentem, který jednomotorovým letadlem (SM-2000 „Phoenix“) obletěl zeměkouli. 10. června 2006 s kolegou V. Makagonovem odstartoval z letiště Kyviškiai. Let trval 47 dní. Byl to 123. registrovaný let kolem světa.

## Politická kariéra
V roce 1997 byl zvolen členem Vilniuské městské rady a téhož roku se také stal primátorem Vilniusu. V roce 1999 se poprvé stal premiérem. Téhož roku odstoupil s veřejným prohlášením, že tím protestuje proti prodeji Mažeikiajské ropné rafinérie ("Mažeikių nafta") americké firmě Williams International. V roce 2000 byl opětovně zvolen primátorem Vilniusu a na podzim téhož roku do litevského sejmu.
V roce 2002 založil Liberálně-demokratickou stranu (litevsky: Liberalų Demokratų Partija). 5. ledna 2003 byl zvolen prezidentem Litvy a 6. dubna 2004 po impeachmentu, který byl iniciován sejmem, byl za nedodržování ústavy a porušení prezidentské přísahy zbaven funkce prezidenta republiky. Podle konečného a nezvratného rozhodnutí Ústavního soudu Litevské republiky Rolandas Paksas již do konce života nebude moci vykonávat žádný státní úřad, ve kterém je třeba složit přísahu.
13. prosince 2005 Nejvyšší soud Litevské republiky vyhověl Paksasově protestu a zrušil rozsudek Apelačního soudu Litevské republiky, kterým byl R. Paksas uznán vinným za vyzrazení státního tajemství občanu Ruska Jurijovi Borisovovi. Rozšířená kolegie sedmi soudců Nejvyššího soudu rozhodla, že důkazy o vině exprezidenta z vyzrazení státního tajemství nejsou dostatečné k tomu, aby mohly být považovány za absolutně nezvratné. (Ruský občan Jurij Borisov byl hlavním sponzorem kampaně prezidentských voleb, jeho vklad převyšoval vklady sponzorů protikandidátů, měl závažné politicko-ekonomické i vojenské zájmy na Litvě a na jeho nátlak mu R. Paksas „za odměnu“ udělil násobné občanství Litevské republiky. Až z rozhodnutí soudu byl Borisov litevského občanství opět zbaven.)

## Vyznamenání a ocenění
- velkokříž se zlatým řetězem Řádu Vitolda Velikého – Litva, 25. února 2003[5][6]
- velkokříž s řetězem Řádu prince Jindřicha – Portugalsko, 29. května 2003[7]
- Čestný občan města Telšiai – 2006